# 第41合成集团军
第41合成集团军（俄语：41-я общевойсковая армия）是俄罗斯陆军的一支集团军，隶属于中央军区。

## 苏联时期
1942年5月，第41集团军在尼古拉·别尔扎林和German Tarasov作战集群的基础上创建，下辖134、第135、第179和第234步兵师、第17近卫步兵师、第21坦克旅、两个独立的近卫迫击炮营和其他数个独立单位。
1942年5月至11月，该集团军保卫別雷西部和西南的防线。11月加入第二次熱澤夫-瑟切夫卡进攻战役，于11月25日于德军第41裝甲軍交战失利。之后被德军第30軍包围，战斗持续到12月15日，残部突围。1943年3月，经过兵员增补后，参加第二次勒热夫-维亚济马进攻战役，并取得成功。行动结束后，该集团军下属兵力被转移给第39集团军和第43集团军，本身则转至最高统帅部作为预备队。1943年4月9日解散编制，剩余部队用于组建预备役战线。

## 俄罗斯时期
根据1998年7月27日俄罗斯联邦第900号总统令和1998年8月11日第048号国防部长令，原西伯利亚军区和外贝加尔军区合并为新的西伯利亚军区。1998年12月1日，第41合成集团军基于原西伯利亚军区重建，总部位于新西伯利亚。1998年-2010年期间隶属于新成立的西伯利亚军区。
2010年9月1日起，第41合成集团军转隶属中央军区。
该集团军参加了2022年俄罗斯入侵乌克兰。集团军副司令安德烈·蘇霍維茨基少将于2月28日阵亡。
2023年12月18日，俄羅斯总统普京发布总统命令，授予中央军区第41合成诸兵种集团军“近卫”称号。

## 编制

### 苏联红军
| 1942年6月1日的编制为： - 第17近卫步兵师 - 第134步兵师 - 第135步兵师 - 第179步兵师 - 第234步兵师 - 第21坦克旅 - 独立的工程和炮兵单位 1942年12月1日的编制为： - 第17近卫步兵师 - 第93步兵师 - 第134步兵师 - 第234步兵师 - 第262步兵师 - 第6步兵军 - 第150步兵师 - 第74步兵旅 - 第75步兵旅 - 第78步兵旅 - 第91步兵旅 - 第1机械化军 - 第19机械化旅 - 第35机械化旅 - 第37机械化旅 - 第65坦克旅 - 第219坦克旅 - 第47机械化旅 - 第48机械化旅 - 第104坦克旅 - 第154坦克旅 - 独立的工程和炮兵单位 | 1943年3月1日的编制为： - 第17近卫步兵师 - 第93步兵师 - 第134步兵师 - 第262步兵师 - 第75步兵旅 - 第78步兵旅 - 独立的工程和炮兵单位 |

### 俄军
| - 第85摩步师 - 第122近卫摩步师 - 第74近卫摩步旅 | - 第35独立近卫摩步旅 - 第55山地摩步旅 - 第7坦克旅 - 第74近卫摩步旅 - 第119导弹旅 - 第120近卫炮兵旅 - 第61近卫防空导弹旅 - 第106独立后勤支援旅 - 第10独立核生化防护团 |